# Ricardo Bochini
Ricardo Enrique Bochini (ur. 25 stycznia 1954 w Zárate) – były argentyński piłkarz grający jako ofensywny pomocnik.
Obdarzany przydomkiem El Bocha.

## Kariera klubowa
Bochini jest jednym z symboli Indepediente. W klubie z Avellanedy grał w latach 1972–1991. W tym okresie rozegrał 653 ligowe mecze i strzelił 106 goli. Z Indepediente czterokrotnie był mistrzem Argentyny, czterokrotnie sięgał po Copa Libertadores (1973, 1974, 1975, 1984), a dwa razy wywalczył Puchar Interkontynentalny (1973, 1984).
Szesnaście lat po zakończeniu kariery, Sportivo Barracas grający ówcześnie w piątej lidze, zdecydował się zatrudnić Bochiniego, by rozegrał oficjalny mecz, który miał być ukoronowaniem jego kariery. 27 lutego 2007, rozegrał kilka minut w meczu.

## Kariera reprezentacyjna
Mimo niepodważalnej pozycji w Indepediente, w reprezentacji Argentyny pojawiał się epizodycznie. W kręgu zainteresowania kolejnych selekcjonerów znajdował się już od połowy lat 70., jednak w kadrze na mistrzostwa świata znalazł się dopiero w 1986. W turnieju w Meksyku zagrał 4 minuty w półfinałowym meczu z Belgią, co dało mu tytuł mistrza świata. Łącznie w kadrze rozegrał 28 spotkań (1973-1986).

## Styl gry
Pomimo słabych warunków fizycznych, Bochini charakteryzował się wysokim wyskokiem. Chociaż nie był ponadprzeciętnym strzelcem, to jeśli już strzelał, zwykle miało to miejsce w ważnych spotkaniach. Był uważany za jednego z najlepszych rozgrywających lat 80., często pomagając kolegom z drużyny, ze względu na boiskową inteligencję, przegląd pola, wizję oraz dokładne podania. W Argentynie, używana się wyrażenia pase bochinesco, w odniesieniu do precyzyjnego, przecinającego linię obrony, podania do napastnika, w celu wyprowadzenia go jeden na jednego przeciwko bramkarzowi. Bochini stał się mistrzem gry na pozycji nr 10 – zawsze gotowy do podania, potrafił utrzymywać się przy piłce i opóźniać podanie na tak długo, dopóki zawodnik, którego chce obsłużyć podaniem, nie osiągnie idealnej pozycji do strzału. Taki styl gry nazywa się la pausa.

## Sukcesy

### Klubowe
Independiente
- Primera División: Nacional 1977, Nacional 1978, Metropolitano 1983, 1988–89
- Copa Libertadores: 1972, 1973, 1974, 1975, 1984
- Copa Interamericana : 1972, 1974, 1975
- Puchar Interkontynentalny: 1973, 1984

### Reprezentacyjne
Argentyna
- Złoty medal Mistrzostw Świata: 1986

### Indywidualne
- Piłkarz roku w Argentynie: 1983
- Trzecie miejsce w plebiscycie na piłkarz roku w Ameryce Południowej: 1983
- Drużyna roku Argentyny Południowej: 1989